# 어머니의 영광
"어머니의 영광"은 한국에서 제작된 김기 감독의 1973년 영화이다. 나훈아 등이 주연으로 출연하였고 서종호 등이 제작에 참여하였다.

## 출연

### 주연
- 나훈아
- 황정순
- 장동휘